# Aberu Kebede
Aberu Kebede (12 september 1989) is een Ethiopische langeafstandsloopster, die is gespecialiseerd is in de marathon. Ze schreef enkele grote marathons op haar naam, zoals: Rotterdam (2010), Berlijn (2010, 2012, 2016), Tokio (2013) en Frankfurt (2014). Op het WK halve marathon van 2009 won ze een bronzen medaille.

## Titels
- Ethiopisch kampioene 10.000 m - 2009, 2012

## Persoonlijke records
Baan
| Onderdeel | Prestatie | Datum         | Plaats   |
| --------- | --------- | ------------- | -------- |
| 3000 m    | 9.19,5    | 17 april 2006 | Djibouti |
| 10.000 m  | 30.48,26  | 14 juni 2009  | Utrecht  |

Weg
| Onderdeel      | Prestatie    | Datum             | Plaats     |
| -------------- | ------------ | ----------------- | ---------- |
| 10 km          | 31.05        | 11 oktober 2009   | Birmingham |
| 15 km          | 48.32        | 5 april 2009      | Milaan     |
| 20 km          | 1:03.57      | 11 oktober 2009   | Birmingham |
| halve marathon | 1:07.39      | 11 oktober 2009   | Birmingham |
| 25 km          | 1:22.17      | 25 september 2016 | Berlijn    |
| 30 km          | 1:38.42 (WR) | 25 september 2016 | Berlijn    |
| marathon       | 2:20.30      | 30 september 2012 | Berlijn    |

## Palmares

### 10.000 m
- 2009:  Ethiopische kamp. in Addis Ababa - 33.18,08
- 2009: 5e Utrecht Night of 10,000m - 30.48,26
- 2010:  Znamensky Memorial in Zhukovskiy - 32.17,74
- 2012:  Ethiopische kamp. in Addis Ababa - 32.48,6
- 2012: 5e Prefontaine Classic - 31.09,28

### 5 km
- 2009:  Adidas Women's Challenge in Londen - 15.13
- 2015:  Corrida de Mulher in Lissabon - 15.58

### 10 km
- 2009:  Sunfeast World in Bangalore - 32.11
- 2010: 5e Sunfeast World in Bangalore - 32.21
- 2011:  Jakarta International - 32.31
- 2012:  Great Ethiopian Run - 33.27

### 20 km
- 2008:  Marseille-Cassis (20,3 km) - 1:10.12

### halve marathon
- 2008:  halve marathon van Reims - 1:11.43
- 2009:  halve marathon van Milaan - 1:08.43
- 2009:  WK in Birmingham - 1:07.39
- 2009:  halve marathon van New Delhi - 1:07.59
- 2010: 4e halve marathon van New Delhi - 1:08.39
- 2011: 11e halve marathon van Lissabon - 1:08.28
- 2011: 8e halve marathon van New Delhi - 1:09.07
- 2014: 8e halve marathon van Ras al-Khaimah - 1:09.22
- 2014:  halve marathon van Philadelphia - 1:08.41

### marathon
- 2010:  marathon van Dubai - 2:24.26
- 2010:  marathon van Rotterdam - 2:25.29
- 2010:  marathon van Berlijn - 2:23.58
- 2011: 12e marathon van Daegu - 2:31.22
- 2011: 8e marathon van Londen - 2:24.34
- 2012: 5e marathon van Dubai - 2:20.33
- 2012: 6e marathon van Londen - 2:23.12
- 2012:  marathon van Berlijn - 2:20.30
- 2013:  marathon van Tokio - 2:25.34
- 2013: 13e WK - 2:38.04
- 2013:  marathon van Shanghai - 2:23.28
- 2014: 5e marathon van Londen - 2:23.21
- 2014:  marathon van Frankfurt - 2:22.21
- 2015: 5e marathon van Dubai - 2:21.17
- 2015: 7e Boston Marathon - 2:26.52
- 2015:  marathon van Berlijn 2015 - 2:20.48
- 2016: 4e marathon van Tokio - 2:23.01
- 2016:  marathon van Berlijn - 2:20.45

### veldlopen
- 2007: 16e WK voor junioren - 22.05